# Grace Armah
Grace Armah (* 22. September 1958) ist eine ehemalige ghanaische Leichtathletin, die im Sprint sowie im Weitsprung an den Start ging.

## Sportliche Laufbahn
Erste internationale Erfahrungen sammelte Grace Armah vermutlich im Jahr 1982, als sie bei den Commonwealth Games in Brisbane im 100-Meter-Lauf mit 11,86 s in der ersten Runde ausschied und über 200 Meter mit 25,01 s ebenfalls nicht über den Vorlauf hinauskam. Zudem belegte sie mit der ghanaischen 4-mal-100-Meter-Staffel in 45,93 s den siebten Platz. Im Jahr darauf startete sie mit der Staffel bei den erstmals ausgetragenen Weltmeisterschaften in Helsinki und schied dort mit 47,51 s im Vorlauf aus. 1984 gewann sie bei den Afrikameisterschaften in Rabat in 11,98 s die Bronzemedaille über 100 Meter hinter ihrer Landsfrau Doris Wiredu und Joyce Odhiambo aus Kenia. Zudem sicherte sie sich mit der Staffel in 46,20 s gemeinsam mit Mercy Addy, Cynthia Quartey und Doris Wiredu die Silbermedaille hinter dem kenianischen Team. Anschließend nahm sie mit der Staffel an den Olympischen Sommerspielen in Los Angeles teil und schied dort mit 45,20 s in der Vorrunde aus. Im Jahr darauf gewann sie bei den Afrikameisterschaften in Kairo mit 6,01 m die Silbermedaille im Weitsprung hinter der Senegalesin Marianne Mendoza. Zudem siegte sie mit der Staffel in 45,08 s gemeinsam mit Martha Appiah, Cynthia Quartey und Doris Wiredu. Im selben Jahr gelangte sie beim Leichtathletik-Weltcup in Canberra mit 44,76 s auf Rang sechs mit der panafrikanischen Staffel. Daraufhin beendete sie ihre aktive sportliche Karriere im Alter von 27 Jahren.

## Persönliche Bestzeiten
- 100 Meter: 11,86 s, 1982